# Hippocampus sarmaticus
Hippocampus sarmaticus je izumrla vrsta morskega konjička, katere fosilne ostanke so leta 2005 odkrili slovenski paleontologi v Tunjiškem gričevju, skupaj z ostanki sorodne vrste Hippocampus slovenicus. Nahajališče je po oceni staro 12,5 milijonov let (srednji miocen), s čimer so fosili daleč najstarejši znani ostanki morskih konjičkov na svetu. Odkritje sestoji večji del iz mladic in delov glav ter hrbtenic odraslih primerkov. Za predstavnike je značilen predvsem zelo dolg rep, ki ga sestavlja 42 do 43 vretenc, močni trni in bodice na hrbtnem delu ter ozka glava brez »krone«, kakršno imajo danes živeči morski konjički. Od recentnih vrst je najbolj podobna Hippocampus trimaculatus.
Po rekonstrukciji naj bi te živali živele med morskimi travami in algami, ki so jih prav tako odkrili med izkopavanji, v plitvem obalnem morju zmernega pasu na zahodu osrednjega dela nekdanjega morja Paratetida. Vrstno ime je H. sarmaticus dobil po geološki dobi znotraj miocena, v katero datirajo ostanke - sarmatiju. Obe vrsti sta morfološko že zelo podobni sodobnim morskim konjičkom, zato na podlagi odkritja sklepajo, da se je rod razvil že precej prej - v zgodnjem miocenu ali poznem oligocenu.